# Торрес-де-Альканадре
Торрес-де-Альканадре (ісп. Torres de Alcanadre) — муніципалітет в Іспанії, у складі автономної спільноти Арагон, у провінції Уеска. Населення — 113 осіб (2009).
Муніципалітет розташований на відстані близько 350 км на північний схід від Мадрида, 31 км на південний схід від Уески.
На території муніципалітету розташовані такі населені пункти: (дані про населення за 2009 рік)
- Лакуадрада: 22 особи
- Торрес-де-Альканадре: 84 особи

## Демографія
Динаміка населення (INE ):

## Галерея зображень

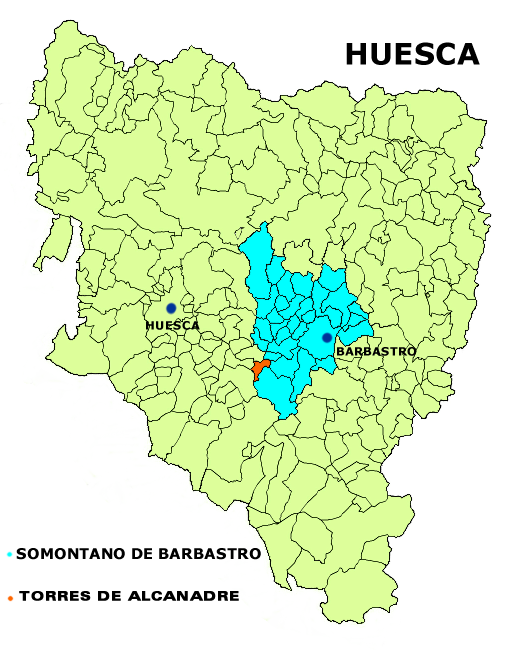
Розташування муніципалітету